# Codonopsis
Die Gattung Codonopsis, manchmal Tigerglocken genannt, gehört zur Familie der Glockenblumengewächse (Campanulaceae). Die 42 bis 67 Arten sind in Zentral-, Süd- sowie Ostasien verbreitet mit Schwerpunkt im Himalaya und südwestlichen China.

## Beschreibung

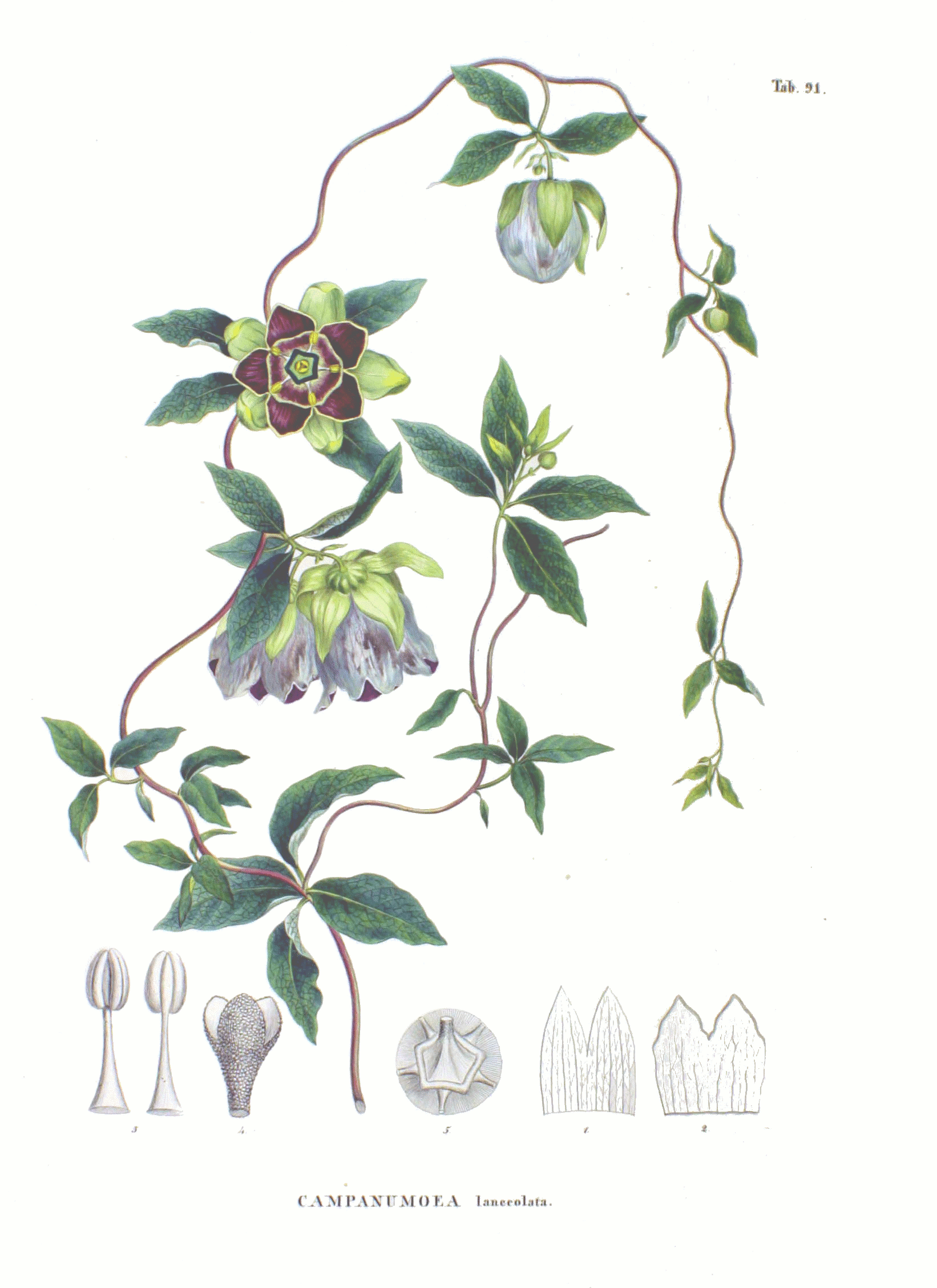
Illustration von Codonopsis lanceolata

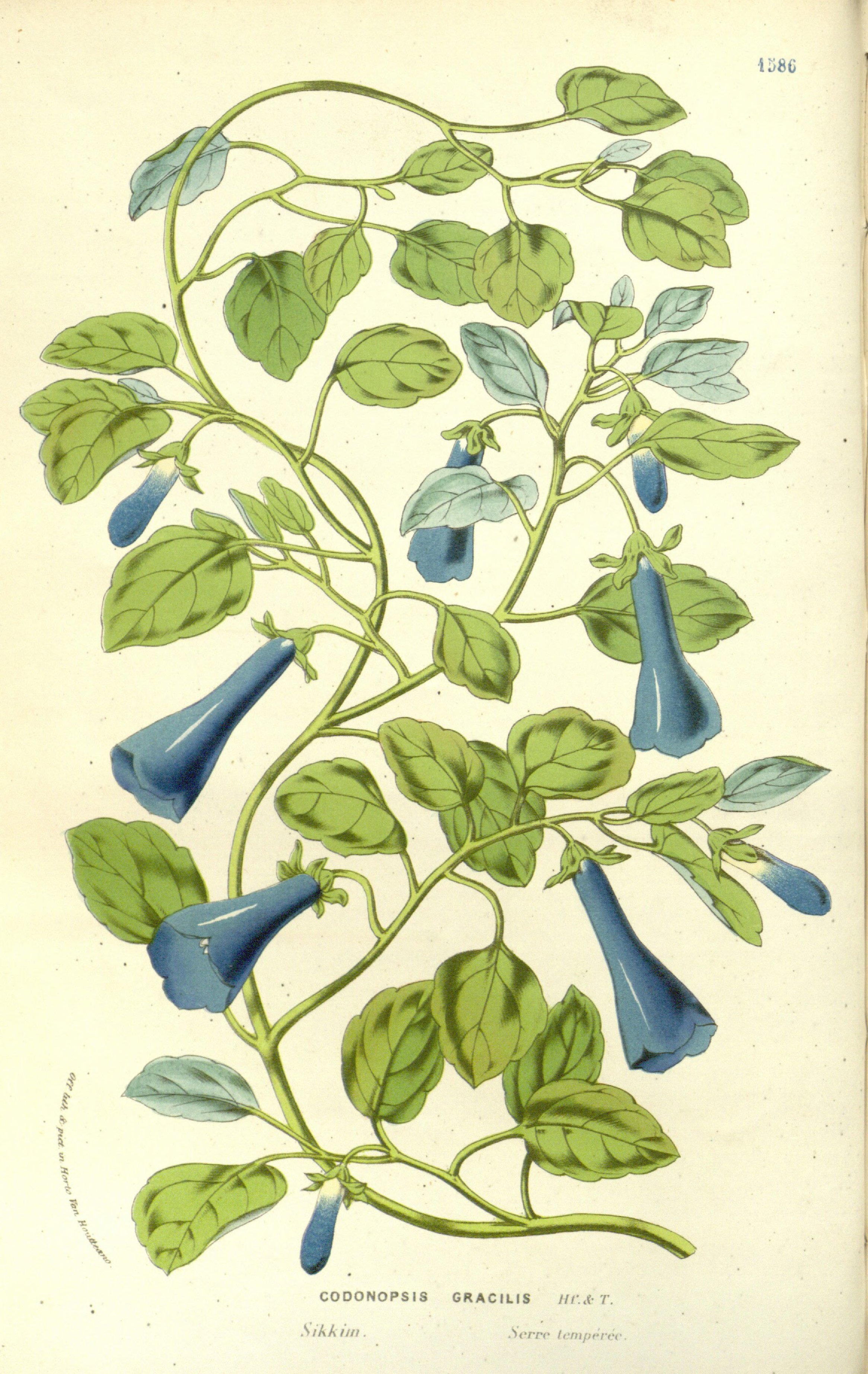
Illustration aus Flore des Serres, Volume 15 von Codonopsis gracilis

### Vegetative Merkmale
Codonopsis-Arten sind überwiegend kriechend, niederliegend oder kletternd, selten aufrecht wachsende, ausdauernde krautige Pflanzen oder selten Sträucher. Sie besitzen Knollen als Überdauerungsorgene.
Die gegenständig oder wirtelig angeordneten Laubblätter sind mit oder ohne Blattstiel.

### Generative Merkmale
Die relativ großen und oft hängenden, zwittrigen Blüten sind radiärsymmetrisch und fünfzählig mit doppelter Blütenhülle. Manche Arten haben einen stechend-ranzigen Geruch, ähnlich dem von Katzenurin. Die fünf blauen, purpurfarbenen, grünen, gelben oder weißen Kronblätter sind glockenförmig, trichterförmig oder röhrig verwachsen, wobei die Kronröhre länger ist als die Kronzähne. Es ist nur ein Kreis mit fünf freien Staubblättern vorhanden. Der Pollen hat meist sieben bis neun (fünf bis zehn) Furchen („colpat“). Der Fruchtknoten ist dreifächrig. Der Griffel spaltet sich in drei Narbenäste auf.
Die dreifächrige Kapselfrucht ist anfangs fleischig, später wird sie trocken und hart.
Die Chromosomenzahl beträgt 2n = 16, Polyploide sind jedoch nicht auszuschließen.

## Ökologie
Die Codonopsis-Arten sind Gebirgspflanzen.
Die Bestäubung erfolgt durch Bienen (Melittophilie), möglicherweise durch Schmetterlinge (Lepidopterophilie), teilweise durch Fliegen (Myiophilie) oder Wespen (Sphecophilie).

## Systematik und Verbreitung

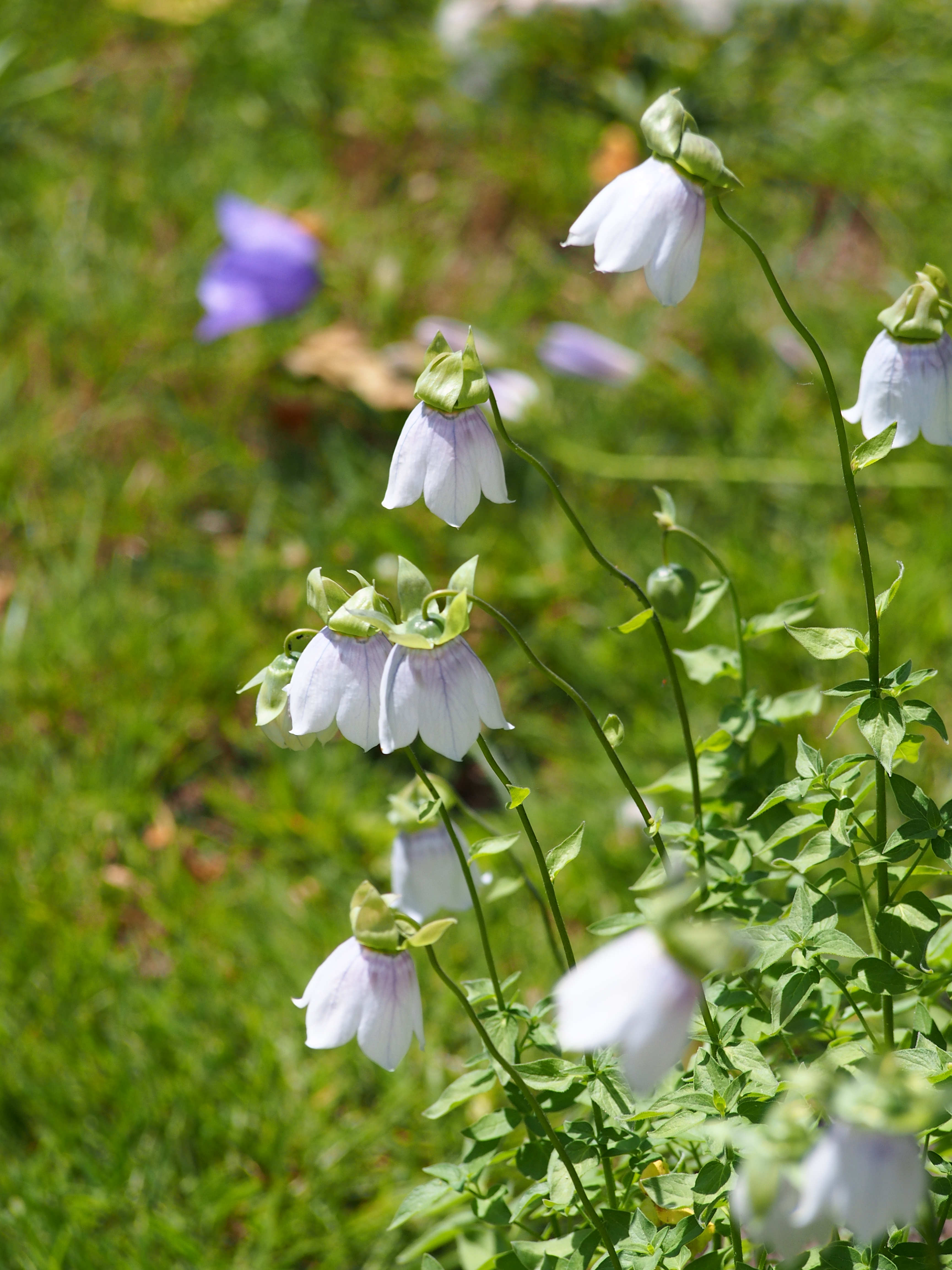
Codonopsis clematidea

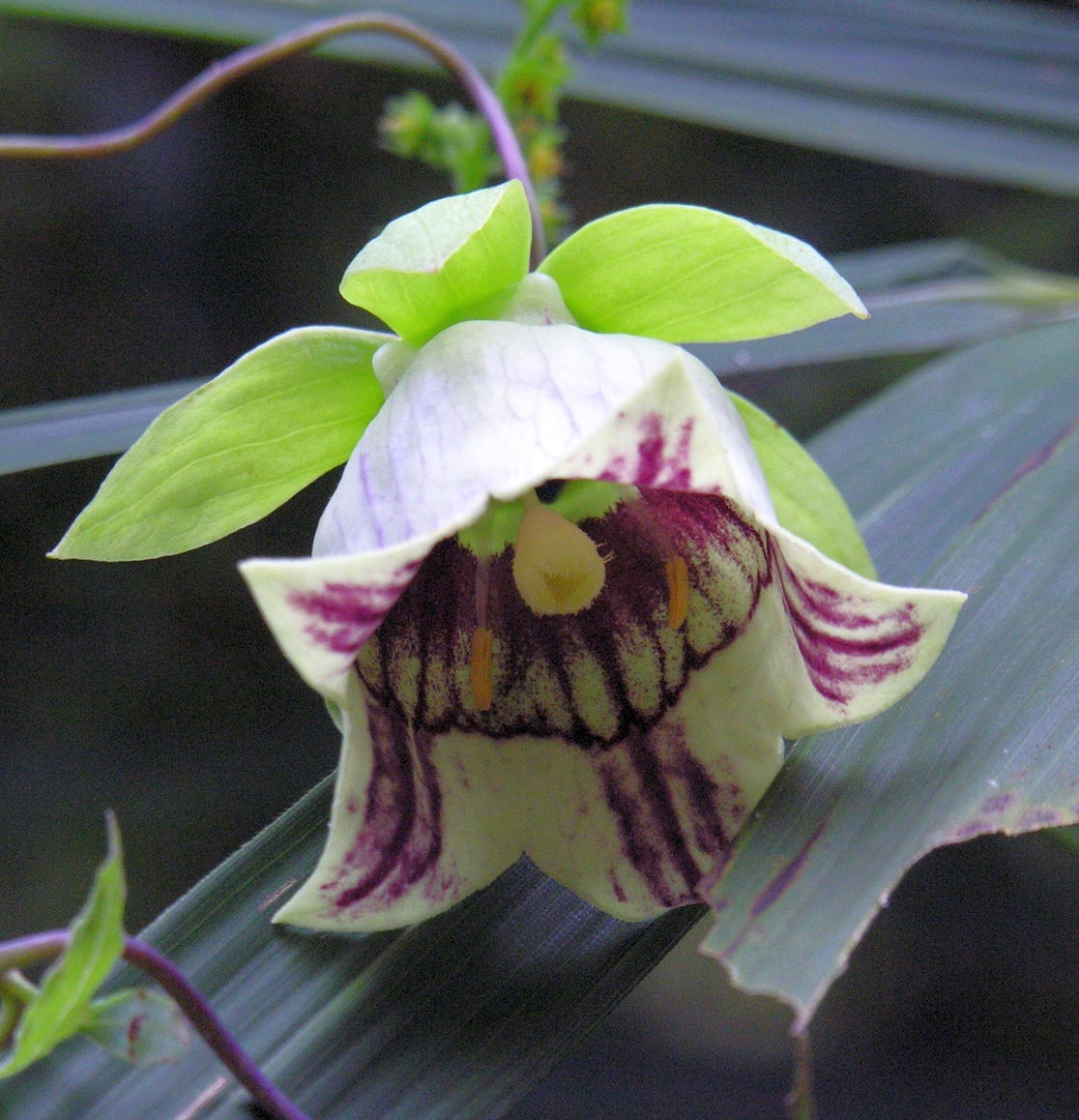
Codonopsis lanceolata

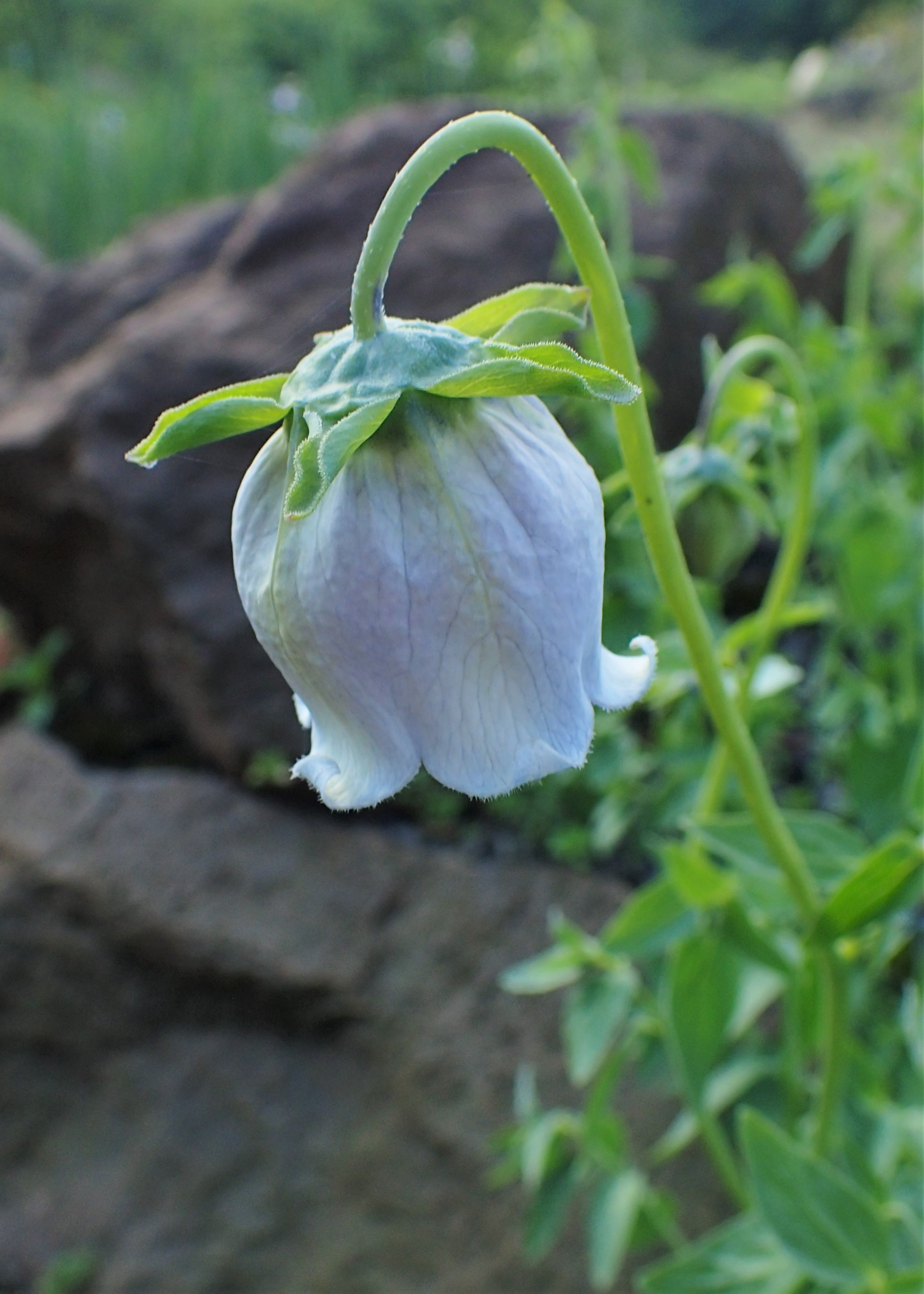
Blüte von Codonopsis ovata

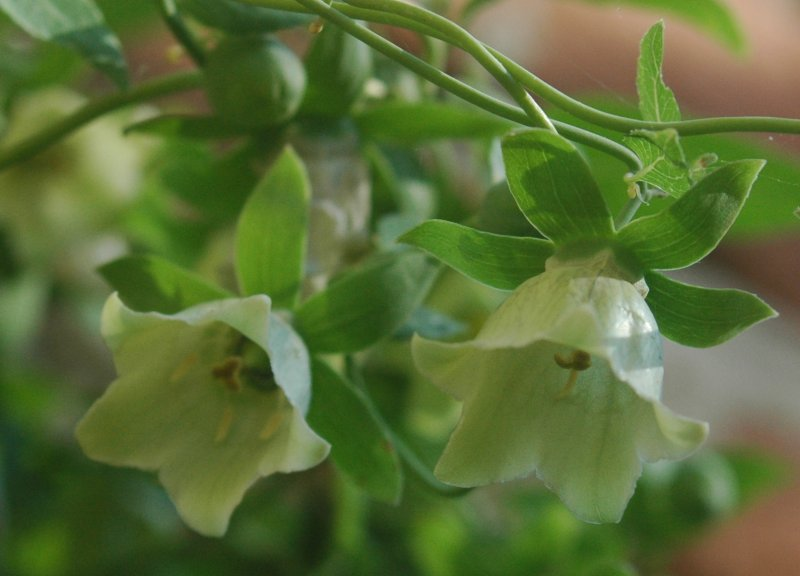
Codonopsis pilosula

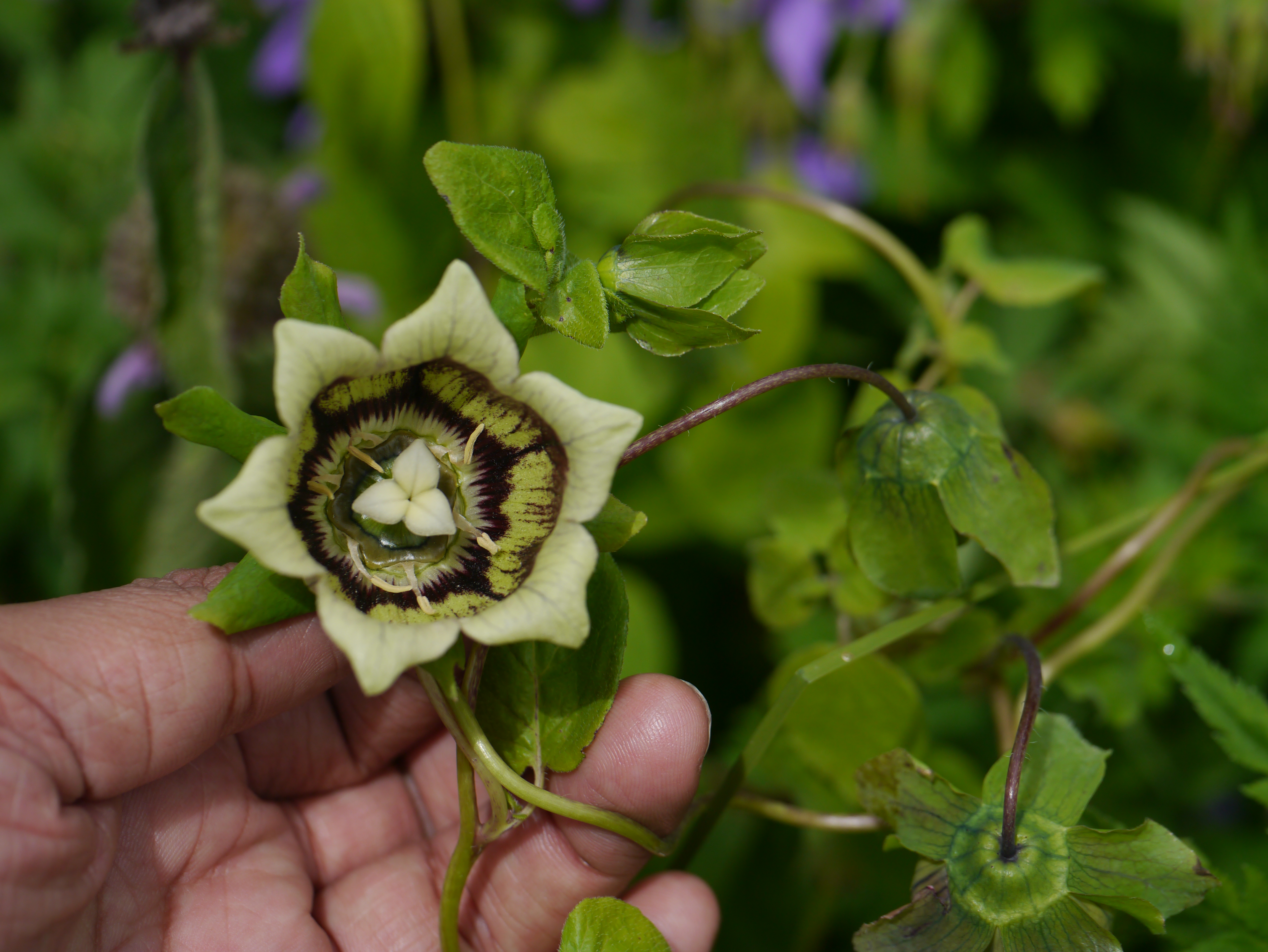
Codonopsis rotundifolia

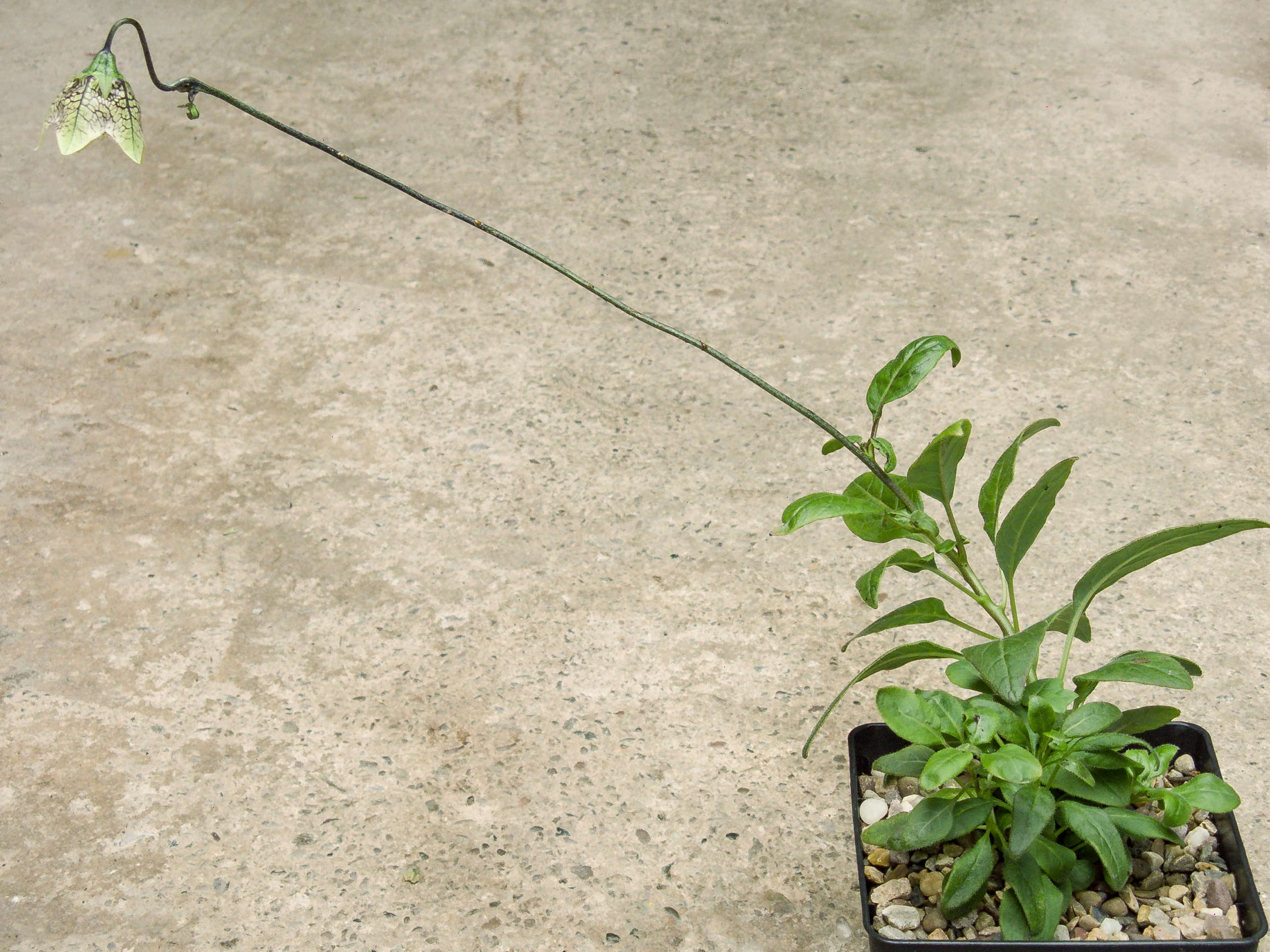
Codonopsis subscaposa

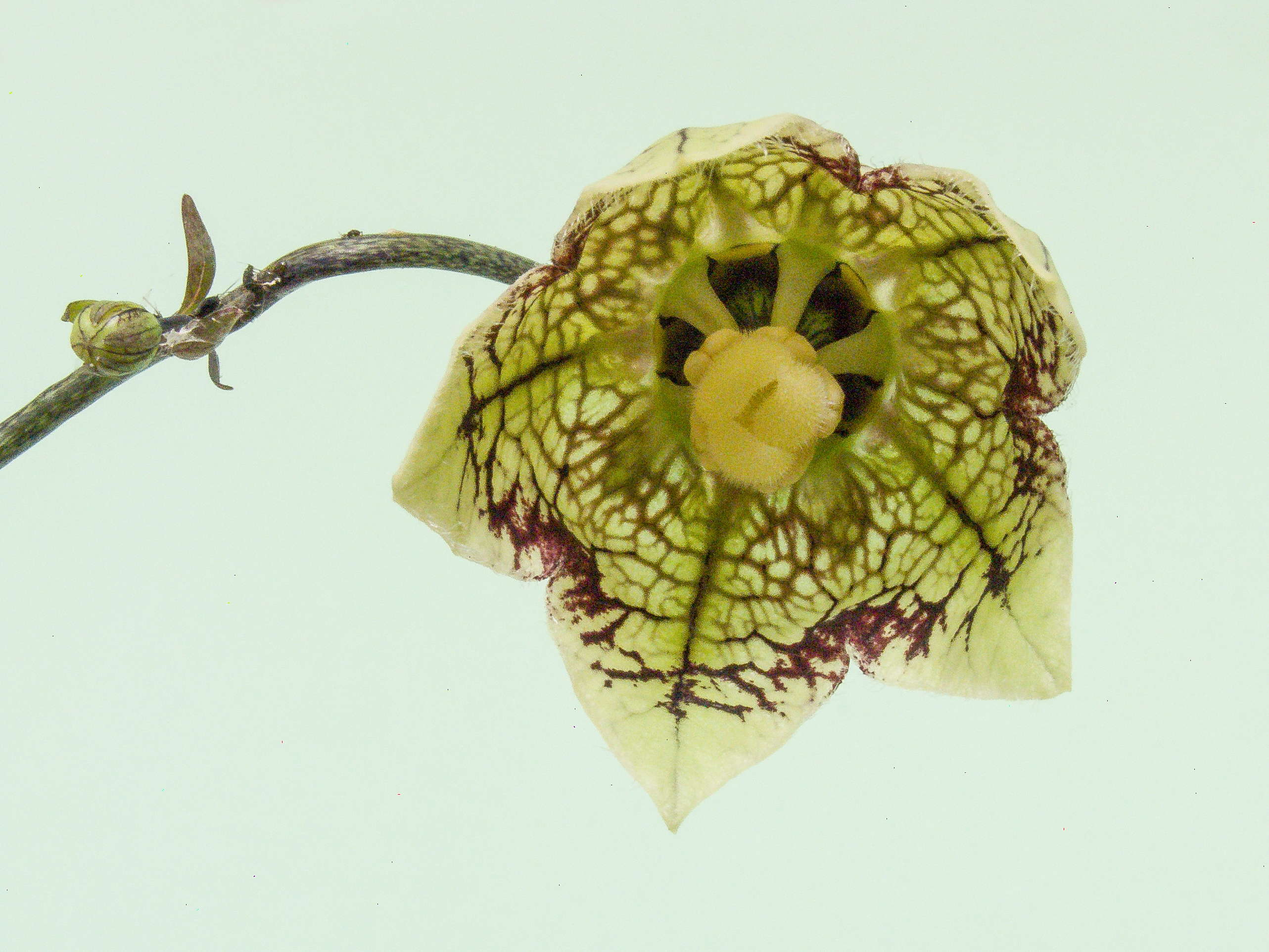
Blüte von Codonopsis subscaposa

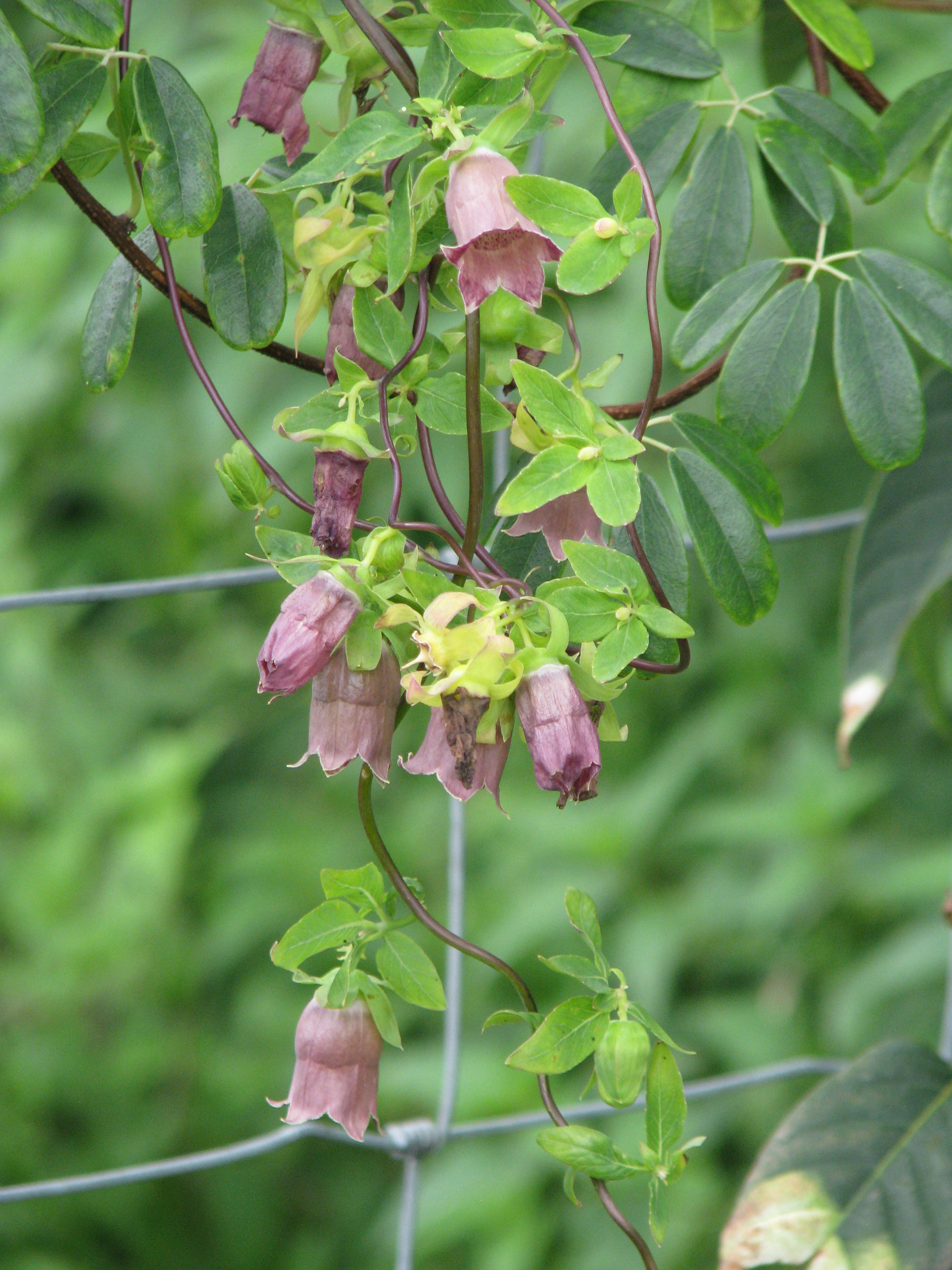
Codonopsis ussuriensis

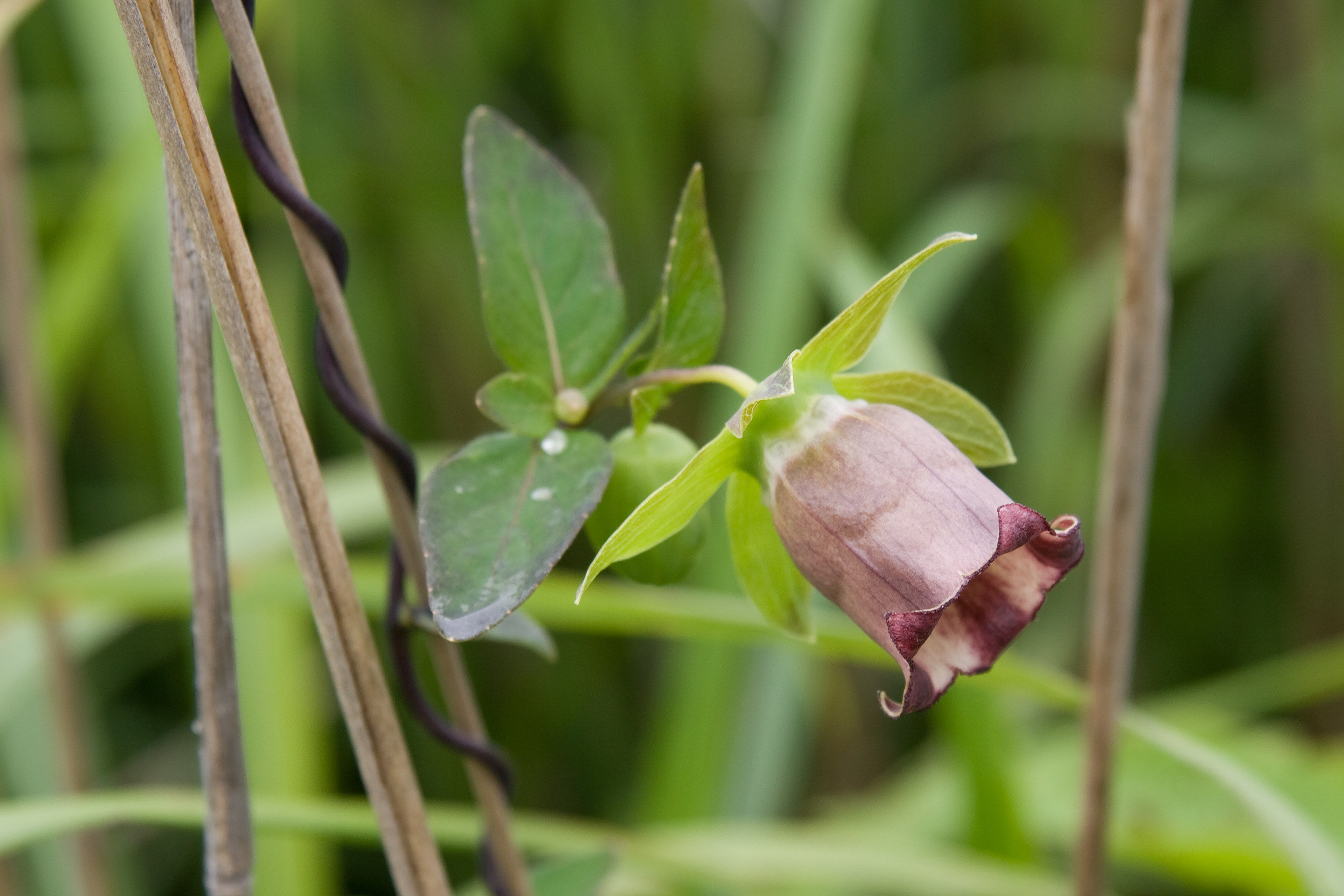
Codonopsis ussuriensis

Die Gattung Codonopsis wurde 1824 durch Nathaniel Wallich in William Roxburgh: Flora Indica; or descriptions of Indian Plants, Volume 2, Seite 103 aufgestellt. Lektotypusart ist Codonopsis viridis Wall. Synonyme für Codonopsis Wall. sind: Campanumoea Blume, Glosocomia D.Don, Glossocomia Rchb., Leptocodon (Hook.f.) Lem.
Die Gattung Codonopsis gehört zu den Glockenblumengewächsen im engeren Sinne (Campanuloideae) und wird dort in eine Verwandtschaftsgruppe mit Campanumoea, Canarina, Cyananthus, Leptocodon und Platycodon gestellt. Die Gattungen Campanumoea und Leptocodon ähneln Codonopsis sehr stark, weswegen diese mitunter in Codonopsis eingegliedert werden.
Die Codonopsis-Arten sind in Zentral-, Süd- sowie Ostasien verbreitet. Der Schwerpunkt der Artenvielfalt liegt im Himalaya und südwestlichen China. In China kommen 40 Arten vor, 24 davon nur dort.
Die Gattung Codonopsis wird bei Hong 2015 in fünf Sektionen gegliedert.
Die Gattung Codonopsis umfasst 42 bis 48 (Stand 2020) Arten:
- Codonopsis affinis Hook. f. & Thomson (Syn.: Codonopsis affinis var. birmanica C.B.Clarke): Sie kommt vom Himalaja über das südliche Tibet bis ins nördliche Myanmar vor.[2]
- Codonopsis alpina Nannf. (Syn.: Codonopsis foetens var. major Hand.-Mazz.): Sie gedeiht auf offenen, steinigen, alpinen Matten in Höhenlagen von 4000 bis 4300 Metern nur im südöstlichen Tibet (Markam, Zayü) und nordwestlichen Yunnan (Dêqên, Gongshan).[4]
- Codonopsis argentea P.C.Tsoong: Dieser Endemit gedeiht an exponierten Felshängen in Höhenlagen von 2000 bis 2300 Metern nur in Fanjing Shan in Guizhou.[4]
- Codonopsis bactriana F.O.Khass., U.Kodyrov & A.Myrz.: Sie wurde 2017 aus Usbekistan erstbeschrieben.[2]
- Codonopsis benthamii Hook.f. & Thomson (Syn.: Codonopsis macrocalyx Diels, Codonopsis pianmaensis S.H.Huang): Sie ist im Himalaja vom nordöstlichen Indien über Sikkim, Bhutan, das nördliche Myanmar bis Nepal, dem südöstlichen Tibet (Markam, Yadong, Zayü) und den chinesischen Provinzen westliches Sichuan (Baoxing, Muli) sowie nordwestliches Yunnan verbreitet.[4]
- Codonopsis bhutanica Ludlow (Syn.: Codonopsis xizangensis D.Y.Hong): Sie kommt von Bhutan über das zentrale Nepal bis Cona im südöstlichen Tibet vor.[4]
- Codonopsis bomiensis D.Y.Hong (Syn.: Codonopsis rotundifolia var. angustifolia Nannf.): Sie wurde 2014 aus dem südöstlichen Tibet erstbeschrieben.[2]
- Codonopsis bragaensis Grey-Wilson: Sie kommt nur im zentralen Nepal vor.[2]
- Codonopsis bulleyana Forrest ex Diels: Sie gedeiht in Höhenlagen von 3300 bis 4200 Metern im südöstlichen Tibet, im südwestlichen Sichuan und im nördlichen Yunnan.[4]
- Codonopsis campanulata D.Y.Hong: Sie wurde 2014 erstbeschrieben und kommt vom südlichen Tibet bis zum zentralen Nepal vor.[2]
- Codonopsis canescens Nannf.: Sie gedeiht in Höhenlagen von 3000 bis 4200 Metern in Tibet, Sichuan sowie südlichen Qinghai.[4]
- Codonopsis cardiophylla Diels ex Kom.: Es gibt seit 2014 zwei Unterarten:[2]
  - Codonopsis cardiophylla Diels ex Kom. subsp. cardiophylla: Sie gedeiht an Grashängen und an Felswänden in Höhenlagen von 2000 bis 2900 Metern in den chinesischen Provinzen südliches Shanxi (nur in Yuanqu), südliches Shaanxi sowie westliches Hubei vor.[4]
  - Codonopsis cardiophylla subsp. megaphylla D.Y.Hong: Sie wurde 2014 aus Sichuan erstbeschrieben. Sie wurde bisher nur in Hongya gefunden.[2]
- Codonopsis chimiliensis J.Anthony: Sie kommt im westlichen Yunnan und im nördlichen Myanmar vor.[4]
- Codonopsis chlorocodon C.Y.Wu (Syn.: Codonopsis viridiflora var. chlorocodon (C.Y.Wu) S.H.Huang): Sie gedeiht in Höhenlagen von 2700 bis 3700 Metern im westlichen Sichuan sowie nordwestlichen Yunnan.[4]
- Codonopsis clematidea (Schrenk) C.B.Clarke (Syn.: Codonopsis ovata var. cuspidata Chipp): Sie ist von den zentralasiatischen Staaten Kasachstan, Kirgisistan, Tadjikistan über Afghanistan und das nordwestliche Indien sowie nördliche Pakistan bis ins westliche Tibet sowie Xinjiang[6] und vielleicht in der Mongolei[2] verbreitet.
- Codonopsis cordifolioidea P.C.Tsoong: Sie gedeiht in Höhenlagen von 1700 bis 2200 Metern nur im nordwestlichen Yunnan.[4]
- Codonopsis deltoidea Chipp: Dieser Endemit gedeiht in Höhenlagen von 1800 bis 2800 Metern im westlichen Sichuan nur im Emei Shan.[4]
- Codonopsis elliptica D.Y.Hong: Sie wurde 2014 aus Sichuan erstbeschrieben.[2]
- Codonopsis farreri J.Anthony (Syn.: Codonopsis gombalana C.Y.Wu, Codonopsis farreri var. grandiflora S.H.Huang): Sie kommt vom nordwestlichen Yunnan und im nordöstlichen Myanmar vor.[2]
- Codonopsis foetens Hook.f. & Thomson: Es gibt seit 2010 zwei Unterarten:[2]
  - Codonopsis foetens Hook.f. & Thomson subsp. foetens: Sie kommt vom östlichen Himalaja bis ins südöstliche Tibet und nördliche Myanmar vor.[2]
  - Codonopsis foetens subsp. nervosa (Chipp) D.Y.Hong (Syn.: Codonopsis nervosa (Chipp) Nannf., Codonopsis ovata var. nervosa Chipp, Codonopsis macrantha Nannf., Codonopsis nervosa var. macrantha (Nannf.) L.D.Shen, Codonopsis nervosa subsp. macrantha (Nannf.) D.Y.Hong & L.M.Ma): Sie hat seit 2010 den Rang einer Unterart und kommt vom östlichen Tibet bis zum südöstlichen Gansu vor.[2]
- Codonopsis gongshanica Qiang Wang & D.Y.Hong: Sie wurde 2014 aus Yunnan erstbeschrieben. Sie wurde bisher nur im nördlichen Gaoligong Shan gefunden.[2]
- Codonopsis gracilis Hook. f. & Thomson (Syn.: Leptocodon gracilis (Hook.f. & Thomson) Lem.[4]): Sie kommt vom nördlichen Indien, östlichen Nepal, Bhutan bis nördlichen Myanmar und in den chinesischen Provinzen südwestliches Sichuan (Huili, Muli, Yanbian) sowie westliches Yunnan vor.[2]
- Codonopsis hemisphaerica P.C.Tsoong ex D.Y.Hong: Sie wurde 2014 aus westlichen Sichuan erstbeschrieben.[2]
- Codonopsis henryi Oliv.: Sie gedeiht in Höhenlagen von 2300 bis 3800 Metern in den chinesischen Provinzen Chongqing, Hubei sowie Sichuan.[4]
- Codonopsis hongii Lammers (Syn.: Leptocodon hirsutus D.Y.Hong[4], Codonopsis hirsuta (Hand.-Mazz.) D.Y.Hong & L.M.Ma): Sie kommt von Sikkim über das südöstliche Tibet bis zum nordwestlichen Yunnan (Gongshan, Weixi) vor.[2]
- Codonopsis inflata Hook.f.. Sie kommt vom östlichen Nepal bis zum südöstlichen Tibet vor.[2]
- Codonopsis javanica (Blume) Hook.f. & Thomson: Es gibt zwei Unterarten:[2]:
  - Codonopsis javanica subsp. japonica (Makino) Lammers (Syn.: Codonopsis japonica Miq.): Sie kommt in China und von Japan bis Taiwan vor.[2]
  - Codonopsis javanica (Blume) Hook.f. & Thomson subsp. javanica (Syn.: Codonopsis cordifolia Kom.): Sie kommt vom östlichen Himalaja bis China und dem westlichen Malesien vor.[2]
- Codonopsis kawakamii Hayata: Sie kommt in Taiwan vor.[2]
- Codonopsis lanceolata (Siebold & Zucc.) Benth. & Hook.f. ex Trautv. (Syn.: Codonopsis bodinieri H.Lév., Codonopsis yesoensis Nakai, Codonopsis lanceolata var. emaculata Honda, Codonopsis lanceolata var. ohmurae T.Koyama): Sie kommt nach Hong 2015 im nördlichen China, Japan, Korea und in Russlands Fernem Osten vor.[2]
- Codonopsis levicalyx L.D.Shen: Sie gedeiht in Höhenlagen von 2300 bis 3300 Metern in Tibet und Sichuan.[4]
- Codonopsis lixianica D.Y.Hong: Sie wurde 2014 aus Sichuan erstbeschrieben.[2]
- Codonopsis macrophylla Lammers & L.I.Klein: Sie wurde 2010 aus Tibet erstbeschrieben.[2]
- Codonopsis meleagris Diels: Sie gedeiht in Höhenlagen von 3000 bis 4000 Metern in Yunnan.[4]
- Codonopsis micrantha Chipp: Sie kommt im südwestlichen Sichuan, im nördlichen Yunnan und im südwestlichen Guizhou vor.[2]
- Codonopsis microtubulosa Z.T.Wang & G.J.Xu: Sie wurde 1993 erstbeschrieben und kommt im nördlichen Sichuan sowie nördlichen Chongqing vor.[2]
- Codonopsis obtusa (Chipp) Nannf.:  Sie kommt von Zentralasien bis ins nordöstliche Afghanistan vor.[2]
- Codonopsis ovata Benth.. Sie kommt von Zentralasien bis zum westlichen Himalaja vor.[2]
- Codonopsis pilosula (Franch.) Nannf.: Es gibt drei Unterarten:[2]
  - Codonopsis pilosula subsp. handeliana (Nannf.) D.Y.Hong & L.M.Ma (Syn.: Codonopsis handeliana Nannf.): Sie kommt im südwestlichen Sichuan und im nördlichen Yunnan vor.[2]
  - Codonopsis pilosula subsp. pilosula (Codonopsis silvestris Kom.): Sie kommt von der Mongolei bis Korea und China vor.[2]
  - Codonopsis pilosula subsp. tangshen (Oliv.) D.Y.Hong (Syn.: Codonopsis tangshen Oliv.): Sie kommt in China vor.[2]
- Codonopsis reflexa D.Y.Hong: Sie wurde 2014 aus Nepal erstbeschrieben.[2]
- Codonopsis rotundifolia Benth. (Syn.: Codonopsis longifolia D.Y.Hong, Codonopsis nepalensis H. Hara). Sie kommt von Pakistan bis zum Himalaja und dem südlichen Tibet vor.[2]
- Codonopsis subglobosa W.W.Sm.: Sie kommt vom östlichen Tibet bis zum westlichen Sichuan und dem nordwestlichen Yunnan vor. Sie gedeiht auf steinigen Bergwiesen, bewaldeten Kalksteinwänden und zwischen Sträuchern entlang von Fließgewässern in Höhenlagen von 2500 bis 3700 Metern östlichen Tibet und in den chinesischen Provinzen westliches Sichuan sowie nordwestliches Yunnan (nur in Dêqên sowie Lijiang).[4]
- Codonopsis subscaposa Kom.: Sie gedeiht auf Grashängen, feuchten Wiesen und in lichten Wäldern in Höhenlagen von 2500 bis 4200 Metern im westlichen Sichuan sowie nordwestlichen Yunnan (nur in Zhongdian).[4]
- Codonopsis subsimplex Hook.f. & Thomson: Sie kommt im zentralen bis östlichen Himalaja vom nordöstlichen Indien über Bhutan sowie Nepal bis zum südlichen Tibet (nur in Mainling sowie Yadong) bis zum vor.[4]
- Codonopsis thalictrifolia Wall.: Es gibt seit 2015 zwei Unterarten:[2]
  - Codonopsis thalictrifolia subsp. mollis (Chipp) D.Y.Hong (Syn.: Codonopsis mollis Chipp, Codonopsis thalictrifolia var. mollis (Chipp) L.D.Shen): Den Rang einer Unterart hat sie seit 2015. Sie kommt im südöstlichen Tibet vor.[2]
  - Codonopsis thalictrifolia Wall. subsp. thalictrifolia: Sie kommt im zentralen bis östlichen Himalaja im nordöstlichen Indien sowie Nepal und zentralen bis südlichen Tibet vor.[2][4]
- Codonopsis tsinlingensis Pax & K.Hoffm.: Sie gedeiht in Höhenlagen von 2700 bis 3600 Metern in Shaanxi.[4]
- Codonopsis tubulosa Kom.: Es gibt seit 2015 zwei Unterarten:[2]
  - Codonopsis tubulosa Kom. subsp. tubulosa (Syn.: Codonopsis accrescenticalyx H.Lév., Codonopsis pilosa Chipp):  Sie kommt in Assam[2] und in den chinesischen Provinzen westliches Guizhou (nur in Nayong sowie Panxian), südliches Sichuan sowie Yunnan (nur in Dali, Lanping sowie Mengzi)[4] vor.
  - Codonopsis tubulosa subsp. vadsea (S.S.Dash & A.A.Mao) D.Y.Hong (Syn.: Codonopsis vadsea S.S.Dash & A.A.Mao): Den Rang einer Unterart hat sie seit 2015. Sie kommt nur im indischen Bundesstaat Arunachal Pradesh vor.[2]
- Codonopsis ussuriensis (Rupr. & Maxim.) Hemsl. (Syn.: Codonopsis minima Nakai): Sie kommt von Japan und Korea bis zu Russlands Fernem Osten vor.[2]
- Codonopsis viridiflora Maxim. (Syn.: Codonopsis bicolor Nannf.): Sie gedeiht auf alpinen Matten oder an Waldrändern in Höhenlagen von 3000 bis 4000 Metern im östlichen Tibet (nur in Jomda) und in den chinesischen Provinzen südöstliches Gansu, südliches Ningxia (nur in Jingyuan), östliches Qinghai (nur in Huangyuan), Shaanxi (nur im Taibai Shan), westliches Sichuan sowie nordwestliches Yunnan (nur in Dêqên).[4]
- Codonopsis viridis Wall. (Syn.: Codonopsis griffithii C.B.Clarke): Sie kommt vom nördlichen Indien über Bhutan bis Pakistan, nordwestlichen Myanmar und im südöstlichen Tibet (nur in Cona) vor.[2][4]

Einige Codonopsis-Arten wurden in andere Gattungen gestellt:
Die einzige Art der monotypischen Gattung Echinocodon D.Y.Hong:
- Codonopsis draco Pamp. → Echinocodon lobophyllus D.Y.Hong, seit 1984 einzige Art der Gattung Echinocodon D.Y.Hong[4][2]

Die einzige Art der 2014 neu aufgestellten monotypischen Gattung Pankycodon D.Y.Hong & H.Sun:
- Pankycodon purpureus (Wall.) D.Y.Hong & X.T.Ma (Codonopsis purpurea Wall.)[2]

Die einzige Art der 2014 neu aufgestellten monotypischen Gattung Himalacodon D.Y.Hong & Qiang Wang:
- Himalacodon dicentrifolius (C.B.Clarke) D.Y.Hong & Qiang Wang (Codonopsis dicentrifolia (C.B.Clarke) W.W.Sm.)[2]

In die Gattung Cyclocodon Griff. ex Hook.f. & Thomson gestellt wurden:
- Codonopsis lancifolia (Roxb.) Moeliono, Codonopsis truncata Wall. ex G.Don → Cyclocodon lancifolius (Roxb.) Kurz[2]
- Codonopsis lancifolia subsp. celebica (Blume) Moeliono → Cyclocodon celebicus (Blume) D.Y.Hong[2]
- Codonopsis parviflora Wall. ex A.DC. → Cyclocodon parviflorus (Wall. ex A.DC.) Hook.f. & Thomson[2]

In die Gattung Pseudocodon D.Y.Hong & H.Sun (enthält acht Arten) gestellt wurden 2014 und 2015:
- Pseudocodon convolvulaceus (Kurz) D.Y.Hong & H.Sun: Es gibt zwei Unterarten:
  - Pseudocodon convolvulaceus (Kurz) D.Y.Hong & H.Sun subsp. convolvulaceus (Syn.: Codonopsis convolvulacea Kurz)[2]
  - Pseudocodon convolvulaceus subsp. forrestii (Diels) D.Y.Hong (Syn.: Codonopsis forrestii Diels, Codonopsis convolvulacea var. forrestii (Diels) Ballard, Codonopsis convolvulacea subsp. forrestii (Diels) D.Y.Hong & L.M.Ma, Codonopsis efilamentosa W.W.Sm., Codonopsis limprichtii Lingelsh. & Borza, Codonopsis mairei H.Lév., Codonopsis convolvulacea var. limprichtii (Lingelsh. & Borza) J.Anthony, Codonopsis forrestii var. heterophylla C.Y.Wu, Codonopsis forrestii var. hirsuta P.C.Tsoong & L.D.Shen, Codonopsis convolvulacea var. efilamentosa (W.W.Sm.) L.D.Shen)[2]
- Pseudocodon graminifolius (H.Lév.) D.Y.Hong (Syn.: Codonopsis graminifolia H.Lév., Codonopsis limprichtii var. pinifolia Hand.-Mazz., Codonopsis convolvulacea var. pinifolia (Hand.-Mazz.) Nannf., Codonopsis pinifolia (Hand.-Mazz.) Grey-Wilson)[2]
- Pseudocodon grey-wilsonii (J.M.H.Shaw) D.Y.Hong (Syn.: Codonopsis grey-wilsonii J.M.H.Shaw, Codonopsis convolvulacea subsp. grey-wilsonii (J.M.H.Shaw) D.Y.Hong, Codonopsis nepalensis Grey-Wilson nom. illeg.)[2]
- Pseudocodon hirsutus (Hand.-Mazz.) D.Y.Hong (Syn.: Codonopsis limprichtii var. hirsuta Hand.-Mazz., Codonopsis convolvulacea var. hirsuta (Hand.-Mazz.) Nannf., Codonopsis hirsuta (Hand.-Mazz.) D.Y.Hong & L.M.Ma)[2]
- Pseudocodon petiolatus D.Y.Hong & Q.Wang: Sie wurde 2015 erstbeschrieben.[2]
- Pseudocodon retroserratus (Z.T.Wang & G.J.Xu) D.Y.Hong & Q.Wang (Syn.: Codonopsis retroserrata Z.T.Wang & G.J.Xu)[2]
- Pseudocodon rosulatus (W.W.Sm.) D.Y.Hong (Syn.: Codonopsis rosulata W.W.Sm.)[2]
- Pseudocodon vinciflorus (Kom.) D.Y.Hong: Seit 2015 gibt es zwei Unterarten:[2]
  - Pseudocodon vinciflorus subsp. dianchuanicus D.Y.Hong & Q.Wang: Sie wurde 2015 erstbeschrieben.[2]
  - Pseudocodon vinciflorus (Kom.) D.Y.Hong subsp. vinciflorus (Syn.: Codonopsis vinciflora Kom., Codonopsis convolvulacea var. vinciflora (Kom.) L.D.Shen, Codonopsis convolvulacea subsp. vinciflora (Kom.) D.Y.Hong)[2]

## Historische Literatur
- J. Anthony: A key to the genus Codonopsis Wall. with an account of two undescribed species. In: Notes of the Royal Botanical Garden, Edinburgh, Volume 73, 1926, S. 173–191.
- T. F. Chipp: A revision of the genus Codonopsis Wall. In: The Journal of the Linnean Society. Botany., Volume 38, 1908, S. 374–391.
- Thomas G. Lammers: Campanulaceae In: The families and genera of vascular plants. Springer-Verlag, Berlin & Heidelberg 2007.
- K. E. Morris, Thomas G. Lammers: Circumscription of Codonopsis and the allied genera Campanumoea and Leptocodon (Campanulaceae: Campanuloideae). I. Palynological data. In: Botanical Bulletin of Academia Sinica, Volume 36, 1997, S. 277–284. online.

- Karte mit allen verlinkten Seiten:
- OSM |
- WikiMap